# 贝尔塔拉罗阿德
贝尔塔拉罗阿德（Belthara Road），是印度北方邦Ballia县的一个城镇。总人口17185（2001年）。

## 人口
该地2001年总人口17185人，其中男性8972人，女性8213人；0—6岁人口2475人，其中男1265人，女1210人；识字率71.22%，其中男性为77.26%，女性为64.63%。